# Desastre ecológico en los ríos Bacanuchi y Sonora
El desastre ecológico en los ríos Bacanuchi y Sonora ocurrió el 6 de agosto de 2014 cuando la empresa minera Buenavista del Cobre (de Grupo México) vertió 40,000 metros cúbicos de lixiviados de sulfato de cobre acidulado en el arroyo Tinajas y, posteriormente, en el afluente de ambos cuerpos de agua, convirtiéndose así en el peor desastre de este tipo en la historia de la minería en México, el cual afectó a 22 mil 878 pobladores. La Secretaría de Medio Ambiente y Recursos Naturales (SEMARNAT), a través de la Procuraduría Federal de Protección al Ambiente (PROFEPA), identificó a la empresa minera como responsable del accidente.
El 28 de septiembre de 2023, más de nueve años después del derrame, la Secretaría de Medio Ambiente y Recursos Naturales (SEMARNAT) presentó públicamente el Dictamen de Diagnóstico Ambiental Río Sonora, el cual señala que sigue presente la contaminación en agua, aire, flora y fauna, pues "prevalecen concentraciones de metales pesados en el agua del río [...] además de un acaparamiento y sobreexplotación de 59.7% de acuíferos en la zona, atribuible a la actividad minera”.
Además, los Comités de Cuenca Río Sonora, conformados por personas afectadas por el derrame, siguen denunciando graves impactos en su salud, así como el incumplimiento de las autoridades respecto a las promesas hechas para la reparación del daño.
En mayo de 2024, la Comisión Nacional de Derechos Humanos reabrió el expediente, acreditando que tanto la empresa minera, como las autoridades estatales de Sonora y Federales han violado los derechos humanos de las víctimas del derrame de forma persistente durante casi 10 años.

## Los hechos
El 6 de agosto de 2014, un accidente producido en la mina de cielo abierto denominada Buenavista del Cobre, vertió 40 mil metros cúbicos de sulfato de cobre en el río Bacanuchi. El contaminante viajó en primera instancia por los 18 kilómetros del Arroyo Tinajas, para luego llegar al río Bacanuchi, afluente que desemboca en el río Sonora. Sin embargo, no fue sino hasta el día siguiente que algunos habitantes de la zona lo notificaron a Protección civil.
La mancha tóxica avanzó por los 254 kilómetros de los ríos Bacanuchi y Sonora, y llegó a la presa El Molinito, que es la que surte de agua a Hermosillo. Aunado a esto, hubo una crecida en los ríos, debido a la presencia del Huracán Odile, ocasionando la inundación de los pozos con agua contaminada.

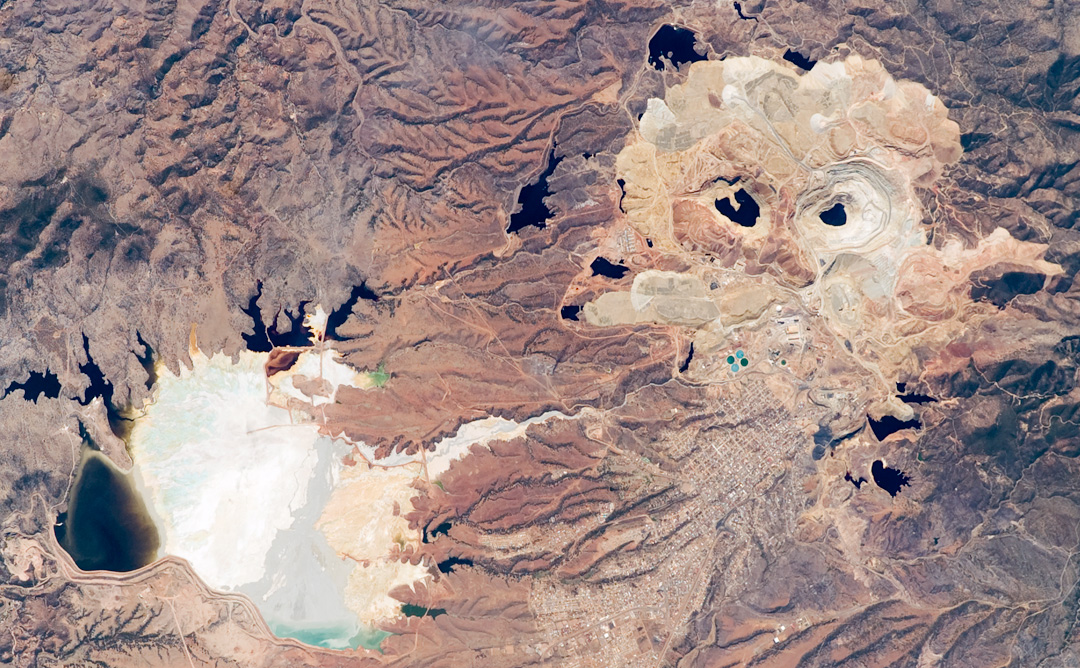
Vista satelital de Cananea y la mina a cielo abierto que opera Buenavista del Cobre.

## Responsabilidad de Buenavista del Cobre
Buenavista del Cobre es una empresa minera que opera en Cananea, y es parte de Grupo México, la mayor compañía minera del país. La empresa intentó deslindarse del accidente, pues señalaron que el desastre se debió a las intensas lluvias; sin embargo, el Servicio Meteorológico Nacional desestimó esa posibilidad, pues no hubo reportes de lluvias en los días anteriores al desastre. Por su parte, las autoridades indicaron que el accidente se debió al mal diseño de las instalaciones de la minera, pues un tubo necesario para el buen manejo de las sustancias estaba ausente.

## Consecuencias
Después del derrame fueron contaminados el arroyo Tinajas (17.6 km), el río Bacanuchi (64 km) y el río Sonora (190 km), lo que afectó a siete municipios que se quedaron sin acceso a agua potable, agravados además por el cierre de 322 pozos.
En términos espaciales y ambientales, el derrame afectó cuatro cuerpos de agua (arroyo Tinajas, ríos Bacanuchi y  Sonora,  y presa  Molinito)  y  ocho municipios  (Cananea, Ures,  Baviácora,  Aconchi,  San Felipe de Jesús, Huépac, Banámichi y Arizpe) al contaminar también el suelo, y afectar la flora y la fauna de la cuenca. En términos sociales y eco-nómicos ha implicado pérdidas para los ganaderos y agricultores de la cuenca y daños en la salud de 270 de personas, según datos de Comisión Fede-ral para  la  Prevención contra  Riesgos  Sanitarios  (COFEPRIS; Dossier Político, 2015).
El entonces titular de la SEMARNAT (2012-2015) en México, Juan José Guerra Abud, señaló que el derrame de 40,000 metros cúbicos de desechos tóxicos en los ríos Bacanuchi y Sonora podría representar el peor desastre medioambiental en México que, además, afecta directamente a 24 mil personas. El director de la CONAGUA en ese entonces, David Korenfeld, señaló que en los ríos afectados se encontraron substancias tóxicas como arsénico, cadmio, cromo, plomo, cobre, aluminio y fierro, por encima de la norma ecológica y de salud humana.
La PROFEPA ordenó a la empresa minera limpiar el producto del derrame en el cauce de ambos ríos afectados y detener cualquier actividad dentro de los patios de lixiviación. Asimismo, las autoridades ambientales realizaron una denuncia contra quien resultara responsable del derrame por delitos contra el medio ambiente, siendo las penas de hasta 9 años de prisión y 300 mil días de salario mínimo (el salario mínimo en México en ese entonces era de $70.1 pesos, o 4.31 dólares estadounidenses).
El derrame afectó inmediatamente a 22 mil pobladores de los municipios colindantes con los ríos, que son Banamichi, Ures, Baviácora, Aconchi, San Felipe, Arizpe y parte de Hermosillo, según lo denunció la ONG Red Mexicana de Afectados por la Minería, quienes además señalaron que la contaminación afectaría la zona a largo plazo. Los pobladores también reportaron que las aguas del río Bacanuchi adquirieron un color anaranjado, por lo que las personas que se abastecían de agua potable a través del río, ya no podrían hacerlo.

### Causas del accidente
Desde 2009, ya existían antecedentes de la falta de mantenimiento en una de las máquinas de la mina. En el momento en que sucedió el derrame no se notificó, sino hasta 48 horas después. A su vez, Buenavista del Cobre hace oficial que ocurrió un incidente 6 días después del accidente. La causa del incidente fue provocada por la falta de una válvula en el tubo de polietileno en una de las piletas de lixiviados.

### Multas y compensaciones
Después de las evaluaciones emitidas por la PROFEPA y de las 50 irregularidades encontradas en la minera Buenavista del Cobre, Grupo México pagó una multa de 23.5 millones de pesos (1.5 millones de dólares, aproximadamente), así como un fideicomiso de 2 mil millones de pesos (125 millones de dólares, aprox.) para atender las afectaciones de la zona a nivel ambiental y social.
Aunque las multas y compensaciones ascenderían a más de mil millones de pesos, esto no representa un gran impacto para Grupo México, pues es la cuarta empresa más grande en capital dentro de la Bolsa Mexicana de Valores, la cual en 2013 tenía acciones que ascendían a 336 mil 546 millones de pesos, y su presidente del Consejo de administración, Germán Larrea Mota Velasco, posee una fortuna que asciende a 191 mil 500 millones de pesos (14 mil 700 millones de dólares). La sola multa, entonces, representaría el 0.03% de las ganancias del corporativo y 0.1% de sus utilidades.
Cerca de 1 año después del desastre, las organizaciones, los municipios y las poblaciones afectadas no habían recibido algunas de las compensaciones por el daño de la empresa, como la instalación de 15 plantas tratadoras de agua y una clínica de especialidades para atender a la población con problemas médicos derivados del derrame, como se había comprometido la empresa responsable.
La organización Proyecto sobre Organización, Desarrollo, Educación e Investigación (PODER), que asesora a los pobladores afectados, señaló el 5 de agosto de 2015 que se habían emitido cinco juicios de amparo en contra de la minera Buenavista del Cobre y también en contra del Gobierno Federal por diversas irregularidades cometidas por la empresa y las dependencias de gobierno responsables de llevar el proceso. Tanto autoridades de SAGARPA, SEMARNAT, CONAGUA, la Secretaría de Salud y la COFEPRIS, fueron acusadas de desacato, pues no habían atendido las demandas de la población afectada prometidas en el momento en que se deslindaron las responsabilidades. Asimismo han denunciado la opacidad en cuanto al reparto de los recursos del fideicomiso entregado por la subsidiaria de Grupo México.
Para 2017, las compensaciones por el daño no habían sido subsanadas, pues se suspendió la construcción de una Unidad de Vigilancia Epidemiológica y Ambiental (UVEAS) que atendería a los pobladores. De las 36 plantas potabilizadoras de agua planeadas, sólo se iban a construir 9, de las cuales 7 son fijas y 2 móviles. Grupo México señaló que tomaron esta decisión porque el estado de Sonora no contaba con la capacidad para operar las plantas.
En 2018, la Buenavista del Cobre planeó construir una presa de jales de ocho kilómetros y 200 metros de altura a 22 kilómetros de Bacanuchi, para incrementar la acumulación de agua con desechos producto de la explotación minera. Los comuneros y pobladores se opusieron a esta nueva presa, y luego de que su amparo fuera rechazado por un Juez de Distrito, la Suprema Corte de Justicia de la Nación señaló que antes de otorgar el permiso de construcción, la comunidad deberá ser consultada.

### Contaminación del agua

Porción del curso de agua del río Sonora, en su paso por La Estancia

En junio de 2017 el Grupo Microanálisis de la Comisión Federal para la Protección contra Riesgos Sanitarios (Cofepris) realizaron un análisis en el río Sonora, revelando que el agua que consumen las personas de ocho comunidades aledañas, contenía niveles altos de plomo, arsénico y cobre. En el caso del plomo, el agua contenía 0.0223 miligramos por litro, 25% más del límite que prevé la norma oficial mexicana NOM-127, por lo que no es para consumo humano. Los pobladores demandaron que a tres años de la tragedia, el Grupo México aún no creaba las 27 plantas tratadoras de agua que habían pactado.
En octubre de 2014, el comisionado de la COFEPRIS Mikel Arreola señaló que los 31 pozos que habían sido afectados por el derrame ya no representaban un peligro para la población y eran potables; sin embargo, los pobladores de municipios aledaños, encabezados por la organización PODER, se ampararon en contra de la resolución en 2015. El juez Primero de Distrito del Estado de Sonora, Antonio Mora Diez, resolvió a favor de los quejosos, pues se encontró que los pozos Sinoquipe y La Labor tenían altos niveles de arsénico y manganeso.
Dos de los representantes de las comunidades afectadas, Mario Alberto Salado y Ramón Miranda, señalaron que el río sólo había sido limpiado en 30 kilómetros de su cauce y de forma inadecuada, con herramientas rudimentarias, dejando los contaminantes en la ribera. La misma investigación señaló que el monitoreo de COFEPRIS no era confiable, por lo que dejaba a los pobladores de Arizpe, Banámachi, Huepac, Aconchi, San Felipe, Baviácora y Ures, y otras 25 comunidades en riesgo de salud.
El 24 de diciembre de 2019, el gobierno federal a través de la Secretaría de Salud y la SEMARNAT, señaló que Grupo México había incumplido el convenio que implicaba la construcción de un hospital para atender los daños a la salud de la población que estuve expuesta al agua contaminada.
El 26 de noviembre de 2020, la COFEPRIS y los Comités de Cuenca Río Sonora (CCRS) emitieron un informe en el que indicaban que el 89.28% de los pozos de la zona afectada rebasaban los límites de arsénico y el 57.81% sobrepasaba los límites de plomo, que establece la Norma Oficial Mexicana. El director de la COFEPRIS, José Alonso Novelo Baeza, dijo que "la exposición de algunos agentes patógenos y elementos químicos a través del uso de agua de consumo humano puede producir enfermedades graves". Esto como consecuencia del derrame provocado por la minera de Grupo México. Sin embargo, ante el señalamiento, la empresa minera alegó que ellos no eran responsables de la contaminación del agua y que este es ocasionado por un proceso natural que "inició hace al menos 12 millones de años", como producto del arrastre de minerales que provienen de las montañas a través de las lluvias.
El 13 de octubre de 2023, se activó una denuncia penal por la Semarnat ante el Grupo México por incumplimiento en la remediación ambiental y reparación de daños acordada el 15 de septiembre del 2014 por en cuenca del Río Sonora y sus habitantes.